# Tony Lopez
Tony Lopez (* 24. Februar 1963 in Sacramento, Kalifornien, USA) ist ein ehemaliger US-amerikanischer Boxer.
Er war sowohl von 1988 bis 1989 als auch von 1990 bis 1991 Weltmeister der IBF im Superfedergewicht sowie von 1992 bis 1993 Weltmeister der IBF im Leichtgewicht. Zudem wurde der Kampf zwischen ihm und Rocky Lockridge, den er im Jahre 1988 durch einstimmigen Beschluss gewann, vom Ring Magazine zum Kampf des Jahres ausgezeichnet, und im Jahre 1990 wurde er vom Ring Magazine mit der Auszeichnung Comeback des Jahres geehrt.